# Éannatum

I. Enannatum egyik alapító táblájának felirata, amelyben testvére, Énannatum is előfordul. A szövegben megnevezi apját, testvérét, saját címe enszi.

Éannatum (e2-an-na-tum2, pontosabb átírással Éannatúm) az ókori sumer városállam, Lagas uralkodója, Akurgal fia, Ur-Nanse unokája volt az i. e. 25. század körül. Uralkodása első részében lugalnak, második részében enszinek nevezi magát. Ő az első mezopotámiai uralkodó, akinek birodalomalapítási kísérlete történetileg nyomon követhető.
Uralkodása első részében súlyos harcok árán – amiben őt is nyíl találta el, és így nem tudta folytatni a harcot az első sorban felirata szerint – elfoglalta Ummát és megállapította határait. Az eseményeket a keselyűsztélé mondja el. Ugyancsak a sztélé szerint elfoglalta Elámot és Urt. A felirat végén neve mellett szerepel Kalbumnak, Kis királyának (lugal) a neve is.
Uralkodása második részében, mint enszi értesít bennünket Kis ensziségének megszerzéséről, valamint Szúza, Mári és Uruk megszerzéséről. Rövid időre valószínűleg egész Sumert és Elámot uralma alá hajtotta.
Nagyszabású építkezéseiről is ismert. Számos templomot alapított, palotákat építtetett, elsősorban Lagasban, de sok más helyen is, ahol elismerték fennhatóságát. Dokumentumaiból ismert, hogy egy Nin nevű várost teljesen átépített, csatornákat és víztározókat ásatott. Ez a Nin feltehetőleg Ninive elődje.
Lagas élén testvére, I. Enannatum követte.